# Território do Colorado
O Território do Colorado foi um território não incorporado dos Estados Unidos que existiu desde 28 de fevereiro de 1861 até 1 de agosto de 1876 quando foi admitido na União como  Estado do Colorado.
O território foi organizado durante a febre do ouro ocorrida entre 1858 e 1861, a qual trouxe nova população colonizadora. A Ata Orgânica foi assinada pelo Presidente James Buchanan. A organização ajudou os estados da união a controlar uma zona de extração mineral nas Montanhas Rochosas durante a Guerra da Secessão. O Estado do Colorado foi admitido na união durante O mandato do presidente Ulysses Grant em 1 de agosto de 1876.

## História
A área ocupada pelo Território do Colorado, obtida pelos Estados Unidos como parte da Compra da Louisiana de 1803 e parte pelo Tratado de Guadalupe Hidalgo de 1848, foi inicialmente dividida entre o Território do Kansas e o Território do Utah, com algumas partes mais pequenas atribuídas ao Território do Nebraska a norte e ao Território do Novo México a sul; a área encontrava-se na região da Divisória Continental, nas vertentes orientais das Montanhas Rochosas. A região era inicialmente habitada por ameríndios, em particular tribos Ute na zona ocidental, Anasazi e Comanche na meridional e Cheyenne e Arapaho na oriental.
A penetração de colonos brancos começou após o Ato Kansas-Nebraska de 1854 que abriu à colonização o vale do rio South Platte, ampliada em 1858 quando se iniciou a "corrida ao ouro de Pike's Peak": a descoberta de vastas jazidas de ouro nas Montanhas Rochosas perto do monte Pike's Peak atraiu quase 100 000 garimpeiros para a região oriental do futuro Território; os mineradores iniciaram logo a construção de localidades permanentes formando o primeiro núcleo da cidade de Denver em novembro de 1858. Os colonos pediram logo que a região, então relativamente isolada e escassamente administrada pelas autoridades do Utah e KAnsas, se constituísse como território autónomi, e em 24 de outubro de 1859 uma assembleia de representantes locais proclamou a instituição do "Território de Jefferson", entidade que todavia não foi formalmente reconhecida pelo governo dos Estados Unidos.
A situação legal do território é esclarecida só em 1861, quando em 16 de fevereiro o Congresso dos Estados Unidos aprovou uma lei, depois validada pelo presidente James Buchanan, para instituir um "Território do Colorado" antes compreendida pelo Território de Jefferson; o primeiro governador, William Gilpin instalou-se em Denver em 29 de maio, enquanto o Tribunal Supremo local foi instituído em julho. A assembleia legislativa do Colorado reuniu-se pela primeira vez em setembro, estabelecendo a divisão do território em 17 condados e proclamando a cidade de Colorado City (hoje Colorado Springs) como capital estatal (depois mudada para Denver em 1869); a população total ao momento da constituição do Território era de 25371 pessoas.
No decurso da Guerra da Secessão Americana o Colorado foi fiel à União, recrutando unidades de tropas locais para conter ofensivas dos Confederados provenientes do Território do Novo México; tropas do Colorado combateram na campanha do Novo México de fevereiro a abril de 1862, distinguindo-se em particular na batalha de Glorieta Pass. As tensões com as tribos ameríndias na parte oriental do Território levaram bem cedo a um conflito aberto, a chamada "guerra do Colorado": depois, os acontecimentos do massacre de Sand Creek de 29 de novembro de 1864, quando tropas do Colorado atacaram uma aldeia de ameríndios pacíficos e massacraram mulheres e crianças, as tribos Cheyenne e Arapaho encontraram-se como soldados brancos em escaramuças, até ao êxodo que os levou para norte, até ao Território do Dakota. Com a assinatura do Tratado de Medicine Lodge de 21 de outubro de 1867 os restos das tribos nativas do Colorado foram forçados a transferir-se para o que é hoje o estado do Oklahoma.
O movimento politico para a constituição do Colorado como Estado de pleno direito da União fez-se sempre mais forte no período que sucedeu à conclusão da guerra da secessão, mas uma proposta legislativa avançada em tal sentido em 1865 foi vetada pelo presidente Andrew Johnson. O projeto foi retomado durante a administração do presidente Ulysses Grant, mas foi recusado por falta de ação do Congresso; em 1 de agosto de 1876, por fim, o projeto foi aprovado pelo Congresso e este reconheceu o Colorado como 38.º Estado da União.

## Governadores do Território do Colorado
- 1861 – 1862 : William Gilpin
- 1862 – 1865 : John Evans
- 1865 – 1867 : Alexander Cummings
- 1867 – 1869 : Alexander Cameron Hunt
- 1869 – 1873 : Edward M. McCook
- 1873 – 1874 : Samuel Hitt Elbert
- 1874 – 1875 : Edward M. McCook
- 1875 – 1876 : John Long Routt